# Star Trek: Nemesis
Star Trek: Nemesis  és una pel·lícula de ciència-ficció estatunidenca del 2002 dirigida per Stuart Baird. És la desena pel·lícula de la franquícia Star Trek, i la quarta i última pel·lícula protagonitzada pel repartiment de Star Trek: La nova generació. Va ser escrita per John Logan a partir d'una història desenvolupada per Logan, Brent Spiner i el productor Rick Berman. A la pel·lícula, la tripulació de la nau estel·lar USS Enterprise (NCC-1701-E) s'enfronta a l'amenaça que representa un clon del capità Jean-Luc Picard anomenat Shinzon, que ha pres el control de l'Imperi Estel·lar Romulà en un cop d'estat.
La fotografia principal de la pel·lícula va tenir lloc des del novembre del 2001 fins al març del 2002. "Nemesis" es va estrenar mundialment al Grauman's Chinese Theatre de Los Angeles el 9 de desembre de 2002.
La pel·lícula es va estrenar a Amèrica del Nord el 13 de desembre de 2002 per Paramount Pictures, i va rebre crítiques generalment negatives; ha estat citada com una de les pitjors pel·lícules de la franquícia. La pel·lícula va ser un fracàs de taquilla, recaptant 67 milions de dòlars arreu del món amb un pressupost de 60 milions de dòlars. Els plans per a una altra pel·lícula amb el repartiment de "La nova generació" es van descartar, i la sèrie de pel·lícules es va reinventar amb "Star Trek" el 2009. La sèrie de televisió "Star Trek: Picard", una continuació de "La nova generació" i "Nemesis" ambientada dues dècades després d'aquesta última a finals del segle XXIV, es va estrenar el 2020.

## Argument
La pel·lícula se situa l'any 2379. A Romulus, els membres del Senat Romulà debaten els termes de pau i aliança amb el líder rebel remà Shinzon. Els remans són una raça esclava de l'Imperi Romulà del planeta veí Remus, utilitzats com a miners i carn de canó. Mentre una facció de l'exèrcit dóna suport a Shinzon, el Pretor i el Senat s'oposen a una aliança. Després de rebutjar la moció, el Pretor i els senadors són desintegrats per un dispositiu que s'ha deixat a l'habitació.
Mentrestant, a la Terra, la tripulació de la nau estel·lar "Enterprise" es prepara per acomiadar-se dels oficials recentment casats William Riker i Deanna Troi. L'oficial androide Data canta una serenata a la parella amb una interpretació de "Blue Skies" en una recepció. De camí a una segona cerimònia al món natal de Troi, descobreixen una lectura d'energia al planeta Kolarus III, a prop de la Zona Neutral Romulana. El capità Jean-Luc Picard, l'oficial de seguretat Worf i Data aterren al planeta i descobreixen les restes d'un androide semblant a Data, anomenat B-4. El trio és atacat per la població nativa (en realitat, remans) i abandona el planeta amb B-4, que dedueixen que és un prototip anterior construït pel creador de Data.
L'«Enterprise» rep una missió diplomàtica a Romulus, on Shinzon s'ha apoderat de l'Imperi i professa el desig de pau amb la Federació. En arribar, descobreixen que Shinzon és un clon de Picard, creat en secret pels romulans per plantar un espia d'alt rang a la Federació. El projecte va ser abandonat quan Shinzon encara era un nen, i va ser deixat a Remus per morir com a esclau. Després de molts anys, Shinzon es va convertir en el líder dels remans i va construir una nau insígnia fortament armada, la «Scimitar». La tripulació de l'«Enterprise» descobreix que la «Scimitar» produeix baixos nivells de radiació mortal de talaron, la mateixa radiació utilitzada per eliminar el Senat romulà. També hi ha intents inesperats de comunicar-se amb els ordinadors de l'«Enterprise», i Shinzon envaeix la ment de Troi a través de la telepatia del seu virrei remà.
L'oficial mèdica, la doctora Beverly Crusher, descobreix que Shinzon s'està morint ràpidament a causa del procés utilitzat per clonar-lo, i l'únic tractament possible és una transfusió de sang de Picard. Shinzon segresta Picard i B-4, després d'haver plantat l'androide a Kolarus com a esquer. Data revela que va intercanviar llocs amb B-4 i va rescatar Picard. Determinen que Shinzon planeja utilitzar el "Scimitar" per envair la Federació, utilitzant el seu generador de radiació thalaron per erradicar tota la vida a la Terra.
L' "Enterprise" torna corrent a l'espai de la Federació, però és emboscat pel "Scimitar" a la Bassen Rift, una regió que impedeix la comunicació subespacial. Malgrat l'ajuda de dos Aus de Guerra romulans, l' "Enterprise" resulta greument danyada. Picard xoca amb la seva nau contra la "Scimitar", paralitzant ambdues naus. Shinzon activa l'arma thalaron en un acte de destrucció mútua. Picard aborda el "Scimitar" sol per enfrontar-se a Shinzon i el mata empalant-lo amb un puntal metàl·lic. Amb els transportadors de l'«Enterprise» abatuts, Data salta la distància entre les dues naus equipades amb un transportador d'emergència, transporta Picard fora de la nau i se sacrifica per destruir el generador de thalaron i el «Scimitar» amb ell. La tripulació plora Data, i la comandant romulana supervivent, Donatra, els ofereix la seva gratitud per haver salvat l'Imperi.
De tornada a la Terra, Picard s'acomiada de Riker, que marxa amb Troi per comandar l'USS Titan. Picard es reuneix amb B-4 i descobreix que, abans d'embarcar a la Scimitar, Data va descarregar els seus records a B-4, cosa que li va permetre continuar vivint. Quan B-4 comença a cantar "Blue Skies", Picard surt de les estances de B-4 i somriu.

## Repartiment
- Patrick Stewart com a Capità Jean-Luc Picard
- Jonathan Frakes com a Comandant / Capità William T. Riker
- Brent Spiner com a Tinent Comandant Data / B-4
- LeVar Burton com a Tinent Comandant Geordi La Forge
- Michael Dorn com a Tinent Comandant Worf
- Gates McFadden com a Doctora Beverly Crusher
- Marina Sirtis com a Consellera Deanna Troi
- Tom Hardy com a Pretor Shinzon, el líder del poble remà.
- Ron Perlman com el virrei Reman
- Dina Meyer com la comandant romulana Donatra
- John Berg com el senador romulà
- Kate Mulgrew com l'almirall Kathryn Janeway
- Shannon Cochran com la senadora Tal'aura
- Jude Ciccolella com el comandant Suran
- Alan Dale com el pretor Hiren
- Wil Wheaton com Wesley Crusher
- Majel Barrett, veu de l'ordinador de lEnterprise
- Stuart Baird, veu de l'ordinador de lScimitar
- Bryan Singer com Kelly (sense aparèixer als crèdits)
- Whoopi Goldberg com a Guinan (sense acreditar)

## Producció

### Desenvolupament
Logan, Spiner i Berman van passar gairebé dos anys desenvolupant el concepte. Logan volia que hi apareguessin els romulans, ja que trobava la seva maniobrabilitat més interessant que la violència directa dels klíngons com a antagonistes. Va insistir que la història podria incloure els remans, pensant que el segon dels dos planetes que apareixen a la cresta romulana havia de referir-se a ells. Els productors van considerar afegir els personatges de Spock o Sela a la història, però els van considerar una distracció de la trama o massa confusos per introduir-los per a espectadors casuals. A través d'esborranys posteriors, gran part de la intriga política romulana es va descartar per centrar-se en les relacions Picard/Shinzon i Data/B-4. Les aportacions dels membres del repartiment van influir en els canvis en la història i el guió; Stewart es va oposar a una idea inicial que Shinzon no era un clon sinó el fill perdut de Picard, ja que considerava que ja s'havia explorat i que es prestava a dinàmiques emocionals "poc interessants".
Stuart Baird va ser contractat per dirigir "Nemesis" pel productor executiu Rick Berman. Va ser la tercera pel·lícula de Baird després de U.S. Marshals i Decisió executiva, tot i que havia dirigit diverses segones unitats anteriorment. Baird no tenia experiència en Star Trek; coneixia les pel·lícules i les sèries de televisió, però no es considerava un expert en el tema. Berman va explicar que Baird aportaria "sang fresca" a la pel·lícula i que havia gaudit "de la sensació de diversió i acció que existia a Decisió executiva". Baird va dir en una entrevista promocional que això va resultar en una pel·lícula atípica de Baird, dient que era "potser una mica diferent de la dinàmica de les pel·lícules anteriors". Volia afegir energia a les escenes d'acció i va afegir algunes peces del set, com ara la persecució de cotxes. Va anomenar aquesta escena una "peça emblemàtica" de la pel·lícula, que es torna fosca després que l'equip es posi en perill pels habitants del planeta. També va descobrir que el repartiment discutia qualsevol problema que tinguessin amb la direcció que va donar als seus personatges. Tot i que Frakes estava al repartiment i havia dirigit les dues pel·lícules anteriors de "Star Trek", Baird va decidir no demanar la seva opinió sobre la direcció de la pel·lícula. Va dir que no hi havia ressentiment al plató, i va assenyalar que Frakes estava completant la direcció de "Clockstoppers" en aquell moment i, per tant, probablement no hauria pogut assumir la direcció de "Nemesis" encara que a Baird no li haguessin donat la feina. Baird havia esperat que «Nemesis» tindria prou èxit com per considerar si havia de protagonitzar una futura onzena pel·lícula de «Star Trek».

### Càsting
Baird i Berman havien estat buscant algú que s'assemblés a Patrick Stewart però que semblés uns 25 anys més jove; en un moment donat van considerar Jude Law. Baird volia específicament un actor desconegut, i Hardy va fer una audició gravada després que Stewart preguntés a l'agent de Hardy si creia que algun dels seus clients era adequat per al paper. Hardy estava filmant Simon: An English Legionnaire al Marroc en aquell moment,:37 i va decidir no utilitzar el text sol·licitat per a l'audició. En comptes d'això, va aconseguir un guió complet per a "Nemesis", va utilitzar una part diferent del guió i el va filmar parcialment nu.:38 Va ser traslladat a Los Angeles per fer una prova de pantalla amb Stewart; Hardy va descriure més tard la seva actuació allà com a "espantosa". Tanmateix, s'havia gravat a si mateix interpretant la mateixa peça en una habitació d'hotel la nit anterior i va donar aquella cinta a Baird, raó per la qual va resultar escollit per interpretar Shinzon uns dies després.:39
Sirtis estava "extasiada" pel paper que interpreta la Troi a la pel·lícula. Estava satisfeta amb l'escena del casament, dient que el vestit que portava per a "Nemesis" era millor que el que portava al seu casament real. Estava contenta de treballar una vegada més amb Wil Wheaton i Whoopi Goldberg, però sentia que la pel·lícula seria l'última amb tot el repartiment de "La nova generació". Ella estava segura que no seria l'última pel·lícula de "Star Trek" que es faria, ja que pensava que la Paramount voldria fer una pel·lícula amb diversos personatges de les diferents sèries de "Star Trek".
Perlman i Hardy es van fer amics al plató. Perlman va dir en una entrevista vuit anys després de l'estrena de la pel·lícula: "Em va encantar quan el vaig conèixer. Em va encantar treballar amb ell. El vaig trobar molt intel·ligent, realment un gran noi".:43

### Disseny
Nemesis va demanar diversos dissenys de naus i vehicles nous. L'il·lustrador John Eaves va desenvolupar art conceptual per a la nova nau, col·laborant amb els artistes de la casa d'efectes Digital Domain per ajustar els dissenys segons calgués quan alguna cosa funcionava en un dibuix bidimensional però no es veia bé un cop realitzada amb imatges generades per ordinador tridimensionals (CGI). La Scimitar de Shinzon va ser dissenyada per semblar tenir un llinatge compartit amb els nous dissenys de l'Au de Guerra Romulana però amb les naus romulanes més elegants i la nau remana d'aspecte més agressiu amb vores més nítides. Les noves Aus de Guerra conservaven elements de l'Au de Guerra que Andrew Probert havia dissenyat per a la nova generació, és a dir, un arc semblant a un ocell. Eaves també va consultar llibres de referència per obtenir idees sobre com crear patrons semblants a plomes a les naus, adonant-se que potser estava consultant la mateixa inspiració que Nilo Rodis havia utilitzat en desenvolupar l'Au de Presa Klíngon per a Star Trek III. "Així que vaig tornar enrere i vaig canviar el que havia fet per no copiar-lo", va recordar Eaves. "En certa manera, era un homenatge a la nau de Nilo sense ser-ne una remodelació." Els primers conceptes de la Scimitar també es feien ressò de l'Au de Presa de Rodis, amb un cos gran emmarcat per ales en fletxa. Eaves va decidir que la nau inclogués un "mode de batalla", amb les ales obrint-se a mesura que avança la pel·lícula per desplegar l'arma thalaron. El model digital inicial de "Scimitar" tenia més de dos milions de polígons i va trigar dues hores a renderitzar-ne un sol fotograma. El director d'art d'Afects, Ron Gress, i el cap de modelatge CG, Jay Barton, van reduir el disseny a aproximadament 1,5 milions de polígons per facilitar-ne el renderitzat.  Eaves també va aprofitar la naturalesa generada per ordinador de les naus per fer ajustaments subtils al disseny de l' "Enterprise", que havia estat creada per a "First Contact". A causa de l'orientació de les escenes de batalla en aquella pel·lícula, la nau estava armada principalment cap a la part inferior i proa de la nau. A Nemesis, el guió demanava que el «Scimitar» llancés atacs a la part superior i posterior de l'«Enterprise», per la qual cosa els artistes van afegir emplaçaments d'armes addicionals en aquestes zones per respondre al foc. Altres ajustaments foren modificar la col·locació de les góndoles del motor i afegir més corba al llarg del buc. El model de l'«Enterprise» estava format per 1,3 milions de polígons, amb les textures extretes de fotografies del model real d'estudi fabricat per a First Contact. Aquest, i tots els altres models digitals, es van renderitzar en LightWave 3D per a les vistes exteriors i Maya per a les interiors. Alguns dissenys es van realitzar parcialment a través de mitjans pràctics, incloent-hi els Escorpions Remans  i els vehicles tot terreny utilitzats a la seqüència Kolarus III.
El disseny de producció va ser dirigit per Herman Zimmerman.

### Rodatge

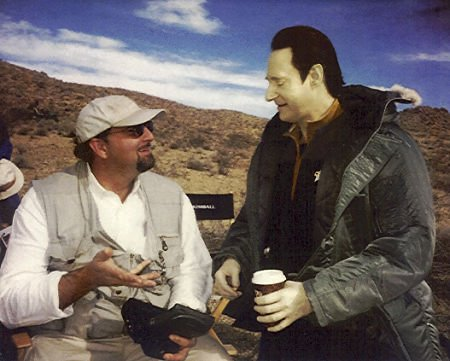
Glenn Cote i Brent Spiner al plató de Nemesis

La fotografia principal va començar el desembre de 2001 al sud de Califòrnia.
En entrevistes promocionals de la pel·lícula, Patrick Stewart va declarar que es va deixar espai intencionadament per a una seqüela.
El primer tall de la pel·lícula tenia una durada de 160 minuts. La pel·lícula es va retallar molt a una durada de menys de dues hores, perdent moltes escenes de personatges, com ara Crusher marxant a un nou lloc de treball mèdic, La Forge sortint amb Leah Brahms i Wesley Crusher apareixent al casament.

### Maquillatge i efectes
Tot i que molts membres de l'equip creatiu eren nous a la sèrie, el maquillatge de la pel·lícula va ser a càrrec de Michael Westmore, que havia treballat a la franquícia des de 1986. L'equip de maquillatge va intentar fer que Hardy s'assemblés més a Stewart creant pròtesis de làtex a partir de motlles de la cara d'aquest últim. Aquests incloïen nombroses versions de nassos i barbetes, i per tal de reduir la mida visible dels llavis de Hardy es va afegir una cicatriu falsa.:41
Digital Domain es va encarregar de la majoria dels efectes de la pel·lícula, aportant més de 30 minuts a la pel·lícula en 400 plans. Amb la pressió afegida d'intentar superar les expectatives, la casa d'efectes només tenia cinc mesos per produir la major part dels efectes de la pel·lícula, ja que gran part de les seqüències no van arribar fins al maig del 2002. La bona acollida inicial dels esforços de Digital Domain va conduir a un augment de l'abast del treball, ja que Baird va poder pressionar l'estudi perquè financés seqüències d'efectes més extenses. Amb les seves capacitats esteses, Digital Domain va passar treball addicional a altres estudis, enviant exemples ja acabats per servir de referència per al aproximadament 15% del treball que van externalitzar.
La seqüència inicial de Romulus utilitzava un entorn tridimensional (3D) construït a partir de pintures mat bidimensionals fetes originalment per la casa d'efectes Illusion Arts per a la sèrie de televisió. Illusion Arts també va produir altres plans de la capital romulana que es veuen més endavant a la pel·lícula, que van cobrar vida amb persones animades i naus en moviment al cel. Baird volia que la mort del senat romulà fos cruenta però no inquietant. La decadència inicial dels senadors es va aconseguir amb efectes de maquillatge, amb només els personatges principals en primer pla augmentats amb efectes digitals, a mesura que les textures de decaïment es mapejaven a les cares dels actors. Es van utilitzar escanejos digitals dels actors per fabricar caps i cossos de models utilitzats per a la part final de la transformació; els models eren closques plenes de material per simular cendres en trencar-se a mesura que els senadors es desintegraven.
Tot i que la majoria de les imatges exteriors de les naus es van generar per ordinador, es va construir un pràctic plat de l' "Enterprise" de 17 peus que va xocar contra un model de la "Scimitar" per al clímax de la pel·lícula.

## Música
La música de Star Trek: Nemesis va ser composta i dirigida per Jerry Goldsmith, qui havia compost anteriors parts de la franquícia, com ara la banda sonora nominada a l'Oscar per a Star Trek: La pel·lícula, Star Trek: L'última frontera, Star Trek: First Contact, i Star Trek: Insurrection, així com els temes de la sèrie de televisió Star Trek: La nova generació (arranjats per Dennis McCarthy) i Star Trek: Voyager. També havia compost la banda sonora de les dues pel·lícules anteriors de Baird, Decisió executiva i U.S. Marshals. Nemesis va ser una de les últimes obres escrites abans de la mort de Goldsmith el 2004.
La partitura comença amb sintetitzadors airejats sota una trompeta que interpreta una tríada augmentada abans de precedir a la fanfàrria «La sèrie original» d'Alexander Courage. La partitura fa una transició ràpida cap a un tema molt més fosc per acompanyar el conflicte entre els remans i els romulans. Goldsmith també va compondre un nou tema de 5 notes per acompanyar el personatge Shinzon i la «Scimitar», que es manipula al llarg de la partitura per reflectir les múltiples dimensions del personatge. La partitura té com a final el tema de Goldsmith de Star Trek: La pel·lícula, després d'un breu extracte de la cançó "Blue Skies" d'Irving Berlin i la fanfàrria original de Star Trek.

## Temes
Nemesis continua l'enfocament de la franquícia des de fa temps en qüestions d'identitat i clonació, que només s'havia accentuat després de la clonació de l'ovella Dolly el 1996. La pel·lícula fins i tot reformula l'Imperi Romulà com una imatge reflectida de la Federació. El professor de dret Kieran Tranter i Bronwyn Statham argumenten que «Nemesis» explora la «histèria clon» que, coincidint amb l'estrena de la pel·lícula, va conduir a l'aprovació de la Llei de Prohibició de la Clonació Humana a Austràlia. Per a ells, «Nemesis» repeteix els tòpics del doble que és innatament malvat amb Picard i Shinzon, però ho desafia amb Data i B-4. És Data, no el duplicat, qui impersona l'altre en subterfugis, i no hi ha cap "estranya […] similitud" en la seva relació entre ells; no es relacionen com a bessons bons i malvats, sinó com a família. La histèria clon també se centra en la pèrdua de la individualitat; Shinzon pateix una crisi d'identitat en conèixer Picard i ha de destruir l'original per sobreviure. Però la pel·lícula també toca la qüestió de Naturalesa versus criança. Tranter, Statham i la professora Diana Relke coincideixen que Nemesis rebutja la tesi simple que la genètica determina el jo. Jan Domaradzki va assenyalar que el tractament dels clons a Nemesis s'alinea amb les característiques comunes de les biotecnologies a les pel·lícules de ciència-ficció, on la tecnologia és relativament fàcil però comporta efectes secundaris greus i problemes mèdics per als clons.
David Green va argumentar el 2009 que Nemesis era l'apoteosi dels desafiaments recurrents de la franquícia a les concepcions tradicionals de la masculinitat, oferint una versió del «Paradís Perdut» que es pot veure que té un caràcter queer.

## Llançament

### Màrqueting
En el moment de l'estrena de Nemesis, Star Trek era una franquícia envellida de més de 35 anys, i la pel·lícula (juntament amb l'estrena recent de la sèrie de televisió Star Trek: Enterprise) es veia com un intent d'atreure espectadors més joves amb atractiu sexual i un enfocament més fort en l'acció. Nemesis va tenir relativament poc màrqueting, tot i que es va estrenar molt després de la pel·lícula anterior. El marxandatge incloïa una línia de figures d'acció, un joc de cartes col·leccionables, una banda sonora, una novel·lització i revistes oficials relacionades. Es van dur a terme promocions regionals d'aliments amb Safeway Grocery Stores i Del Taco al sud de Califòrnia.

### Taquilla

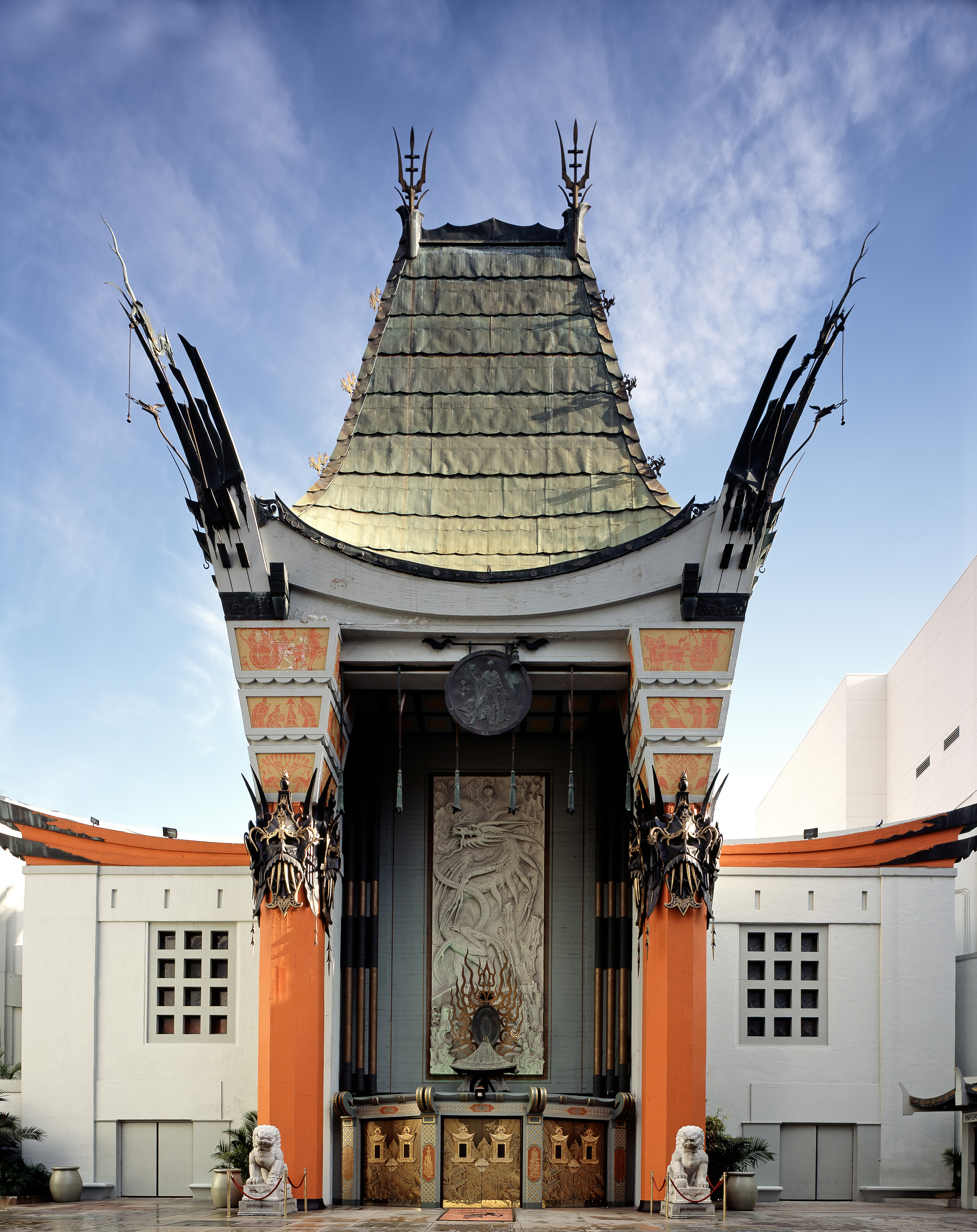
Grauman's Chinese Theatre de Los Angeles, on va tenir lloc l'estrena als Estats Units de Star Trek: Nemesis el 9 de desembre de 2002

L'estrena de Star Trek: Nemesis va tenir lloc al Grauman's Chinese Theatre de Los Angeles el 9 de desembre de 2002. que era fora dirigint la pel·lícula Thunderbirds. La festa posterior es va celebrar al complex Kodak Theatre. Nemesis es va estrenar el 13 de desembre de 2002, en competència directa amb Harry Potter i la cambra secreta (estrenada el 15 de novembre de 2002), la vintena pel·lícula de James Bond Mor un altre dia (estrenada el 22 de novembre de 2002) i El Senyor dels Anells: Les dues torres (estrenada el 18 de desembre de 2002). El productor Rick Berman ha suggerit que el rendiment de Nemesis podria haver estat afectat negativament per "la competència d'altres pel·lícules". Aquest baix rendiment va ser predit pels crítics, a causa del curt període en l'estrena de la pel·lícula abans que s'estrenés Les dues torres. Els ingressos nacionals bruts de la pel·lícula van ser els més baixos de la franquícia, amb 43.254.409 dòlars, el setembre del 2008. Va estrenar-se al número 2 de la taquilla dels Estats Units (200.000 dòlars, darrere de Va passar a Manhattan) i va ser la primera pel·lícula de Star Trek en no debutar com la pel·lícula més taquillera de la setmana. Va recaptar un total de 67.312.826 dòlars a tot el món, amb un pressupost de producció de 60 milions de dòlars.

## Recepció
Nemesis va rebre ressenyes negatives dels crítics. El 38% dels crítics van donar a la pel·lícula una crítica positiva a Rotten Tomatoes, i la pel·lícula té una qualificació mitjana del 51% a Metacritic. El públic assistent al teatre enquestat per CinemaScore va donar a la pel·lícula una qualificació de "A−" en una escala de la A a la F.
Roger Ebert del Chicago Sun-Times tenia sentiments contradictoris sobre la pel·lícula, afirmant: "Somric com un bon esportista i intento encabir els diàlegs... i gradualment se'm va acudir que Star Trek s'ha acabat per a mi. He estat mirant aquestes històries durant mitja vida i, siguem sincers, s'han quedat sense gasolina". Ebert va donar a la pel·lícula dues de quatre estrelles.
Mick LaSalle del San Francisco Chronicle va dir que la pel·lícula és una "història força esbojarrada que només s'alleugereix fins a cert punt per alguns efectes visuals impactants i per la presència destacada de Patrick Stewart com a Picard". LaSalle es va queixar que Stewart va donar "integritat i estoïcisme irònic a Nemesis, però la pel·lícula [era] indigna d'ell". Owen Gleiberman d' Entertainment Weekly va donar a la pel·lícula una crítica positiva, comentant que l'equip "es complau a la força de la humanitat sobre el maquinari d'una manera que George Lucas havia oblidat". Gleiberman va donar a la pel·lícula una "B−". Stephen Holden de The New York Times va dir que la pel·lícula és un "afer maldestre, el cor càlid i borrós de la qual emet gemecs intermitents des de la màniga del seu vestit espacial brillant". Holden va elogiar les escenes on l '"Enterprise" i la "Scimitar" s'enfronten durant la batalla final.
Diana Relke va suggerir que, en la consciència cultural posterior a l'11 de setembre, el missatge d'un líder polític il·legítim que llançava una guerra no provocada podria haver estat un paral·lel a uns esdeveniments reals amb els que el públic estatunidenc no estava preparat per entretenir-se'n.
La pel·lícula va ser nominada als Premis Saturn al Millor pel·lícula de ciència-ficció i al Millor vestuari, però va perdre contra Minority Report i Star Wars episodi II: L'atac dels clons, respectivament, mentre que Hardy va ser nominat al Millor actor secundari, però va perdre contra Andy Serkis pel seu paper a El Senyor dels Anells: Les dues torres.:45
La pel·lícula no va ser gaire ben rebuda pel repartiment, ja que LeVar Burton i Marina Sirtis van parlar poc afalagadorament de Baird, criticant-lo per no haver vist cap episodi de La nova generació. Frakes va dir que si ell mateix hagués dirigit Nemesis, hauria fet que la pel·lícula estigués menys centrada en els vilans i hauria donat més temps de pantalla al repartiment habitual de La nova generació.
Patrick Stewart va descriure més tard Nemesis com un final bastant fluix per a La nova generació.
Alguns dels esdeveniments de la pel·lícula es van seguir més tard a la sèrie de televisió del 2020 Star Trek: Picard, ambientada vint anys després dels esdeveniments de Nemesis.

## Mitjans domèstics
El 20 de maig de 2003, Nemesis es va publicar en DVD tant en edicions pantalla panoràmica anamòrfica com en edicions pantalla completa a la Regió 1, i també es va publicar en VHS. La versió inicial del DVD contenia un comentari d'àudio del director Stuart Baird, quatre reportatges sobre la producció de la pel·lícula, set escenes eliminades, una galeria de fotos i un avançament de Star Trek: Deep Space Nine en DVD a Amazon.com. També el 4 d'octubre de 2005, Star Trek: Nemesis es va publicar en UMD en pantalla panoràmica només per a la Regió 1; és l'única pel·lícula o sèrie de Star Trek que s'ha publicat mai en UMD. El llançament inicial va ser seguit per una "Edició especial de col·leccionista" a la Regió 1 el 4 d'octubre de 2005. Tot i que aquest conjunt de dos discs contenia diverses característiques addicionals, també duplicava algunes de les característiques que es trobaven al llançament inicial. La pel·lícula es va estrenar en Blu-ray el 22 de setembre de 2009 com a part de la Star Trek: The Next Generation Motion Picture Collection als Estats Units. Posteriorment es va estrenar individualment al Japó i al Regne Unit. L'edició Blu-ray conté funcions addicionals d'alta definició que no s'havien vist en llançaments anteriors de DVD. Els quatre llargmetratges de La nova generació es van estrenar en Ultra HD Blu-ray el 4 d'abril de 2023, en formats independents i recopilatoris.